# Parkérisation
La parkérisation est une technique de phosphatation au manganèse dite « profonde ».
Elle permet une protection chimique d'un métal afin d'éviter son oxydation, ou corrosion. Le fer, par exemple, est plongé dans un bain chaud de phosphate de zinc provoquant la formation d'une couche de phosphate de fer imperméable.
Cette technique est utilisée dans l'industrie automobile ainsi que dans l'armement ; proposant une adhérence satisfaisante à sa surface, elle fait partie des divers traitements possibles avant mise en peinture.

## Historique
Les traitements de phosphatation des métaux qui devaient mener au processus dit de « parkérisation » font l'objet de leurs premiers dépôts de brevet en Grande-Bretagne d'abord en 1869, puis en 1906. Le brevet britannique de 1906 est directement suivi d'un dépôt de brevet identique aux États-Unis, obtenu en 1907 par son inventeur Thomas W. Coslett pour un procédé à base principalement d'acide phosphorique H3PO4. Un troisième procédé dérivé amélioré, ayant recours au manganèse (lequel se révèlera une ressource stratégique ultérieurement) est déposé en 1913 par Frank Richards. En 1919, les droits des brevets Coslett et Richards appartenaient à la jeune Parker Rust-Proof Phosphating Company of America fondée en 1915 pour en effectuer l'exploitation, et le procédé encore amélioré entre-temps faisait alors l'objet d'un nouveau dépôt de brevet, au titre finalement de « procédé de parkérisation ». La parkérisation, qui outre les préparations chimiques nécessite des équipements d'électrolyse et des contrôles de température, fait ensuite son apparition plus commercialement aux États-Unis en 1926 avec la Parco-powder de la Parker Rust Proof Co, introduite en France en mai 1927 sous le nom de « Parcosel ».
La parkérisation est alors revisitée en tant que méthode nouvelle de protection des alliages ferreux, et elle fait l'objet d'une étude par Jean Cournot qui en fait communication à l'Académie des sciences en novembre 1927 :

« La méthode consiste à traiter le fer, la fonte ou l'acier, dans des bains acides bouillants renfermant 3 à 4 % de phosphates de fer et de manganèse préparés à partir de l'acide orthophosphorique ; lorsque les pièces, préalablement décapées, sont immergées dans ces solutions, il se produit une attaque superficielle avec dégagement d'hydrogène et production d'un phosphate de fer secondaire, lequel atteint rapidement la limite de saturation ; l'attaque s'arrête alors et il se produit sur le métal un dépôt des phosphates complexes en excès, le recouvrement obtenu, d'une couleur gris-noir, est extrêmement adhérent puisqu'il se dépose sur un métal légèrement gravé par l'attaque antérieure : il est de plus très résistant à la corrosion atmosphérique normale, il constitue enfin par sa nature même, une base remarquable pour des finitions appropriées aux genres de corrosions spéciales contre lesquels les pièces peuvent avoir à lutter. »

L'évolution du procédé est alors toujours en cours puisqu'au même moment (début 1928), la firme procède à un nouveau dépôt de brevet pour un procédé dont le déroulement est accéléré des deux tiers. Le procédé continue d'être amélioré et complexifié par la suite. Il a cependant été finalement fortement critiqué et remis en cause pour des raisons environnementales, de même que tous les procédés de phosphatation, au cours de ces dernières décennies. La généralisation de l'application de ces gammes de traitements électrochimiques a en effet été un phénomène d'envergure tout à fait incommensurable à l'issue de l'industrialisation continue et sophistiquée postérieure à la première moitié du XXe siècle. Ces techniques et leurs pollutions sont ainsi tenues pour responsables d'eutrophisation et d'autres atteintes à l'environnement et aux espèces.